# القد (المحابشة)

تعديل مصدري - تعديل

القد هي إحدى قرى عزلة بني مجيع بمديرية المحابشة التابعة لمحافظة حجة، بلغ تعداد سكانها 869 نسمة حسب تعداد اليمن لعام 2004.